# Reaktionsära
Als Reaktionsära wird die Zeit nach dem Ende der Revolution von 1848 bezeichnet. Der Deutsche Bund wurde wiederhergestellt, so, wie er vor 1848 bestanden hatte, und diente wieder dazu, alle oppositionellen Bewegungen zu unterdrücken. Die Epoche dauerte etwa zehn Jahre lang, bis in Preußen ein neuer König an die Macht kam. Seitdem versuchte zunächst Preußen, und später auch Österreich, die Sympathien der deutschen Nationalbewegung für sich zu gewinnen.

## Die Restauration des Deutschen Bundes

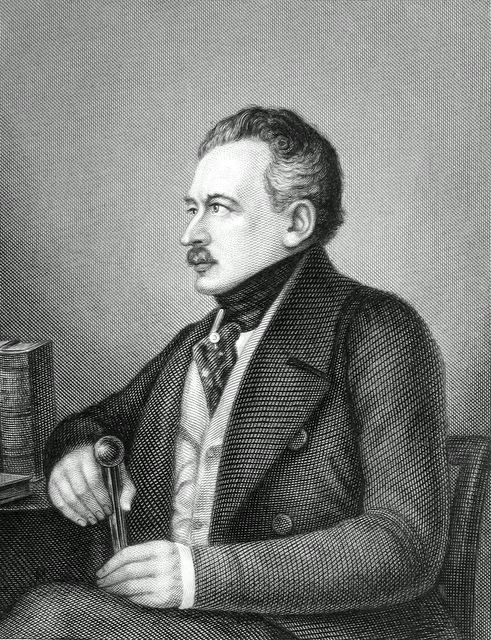
Joseph von Radowitz

Bereits relativ rasch nach dem Ende der Deutschen Nationalversammlung entstanden auf österreichische Initiative hin der Deutsche Bund und der Bundestag in Frankfurt neu. Solange Preußen allerdings an seiner Unionspolitik festhielt, blieben dieser Staat und andere deutsche Staaten dem Bund fern, und der Bundestag war lediglich eine Rumpfversammlung.
Der Gegensatz zwischen Österreich und Preußen spitzte sich im Zusammenhang mit der kurhessischen Staatskrise im Jahr 1850 fast zu einem Krieg zu; noch dazu erhielt der Konflikt durch die Erklärung Nikolaus I. von Russland zu Gunsten Österreichs eine internationale Dimension. Dies schwächte die Stellung des preußischen Außenministers Joseph von Radowitz, dem eigentlichen Baumeister der preußischen Unionspolitik. Nach dem Rücktritt von Radowitz führte dies dazu, dass sich auch in Preußen die Befürworter einer Neubelebung des Deutschen Bundes durchsetzen.
Im Vertrag von Olmütz verzichtete Preußen am 29. November 1850 auf den Führungsanspruch als deutscher Staat, die preußische Armee zog sich aus Kurhessen (Hessen-Kassel) zurück und erklärte sich auch zur Preisgabe von Schleswig-Holstein bereit. Von der späteren kleindeutsch-borussisch gesinnten Geschichtsschreibung wurde dies als „Schmach von Olmütz“ bezeichnet und als Rückschritt auf dem Weg zu einem Nationalstaat gedeutet. Tatsächlich hat die Vereinbarung allerdings auch dazu beigetragen, für ein Jahrzehnt einen offenen Konflikt zwischen Österreich und Preußen zu verhindern.
Allerdings versuchte der österreichische Ministerpräsident Felix zu Schwarzenberg sein Konzept eines österreichisch dominierten Deutschlands durchzusetzen und mit Hilfe der Staaten des „Dritten Deutschland“ (d. h. der mittleren Staaten) Preußen zu majorisieren. Damit scheiterte er aber auf den Ministerialkonferenzen in Dresden. Preußen forderte mit Erfolg eine Parität mit Österreich im zukünftigen Deutschen Bund. Danach forderte es die übrigen Mitglieder der Erfurter Union auf, sich dem Deutschen Bund wieder anzuschließen. Ein geheimer Allianzvertrag zwischen Österreich und Preußen sicherte den innerdeutschen Kompromiss ab.

## Reaktionspolitik
Die Hoffnungen, die ein beträchtlicher Teil der Liberalen mit der Erfurter Unionspolitik verbunden hatte, die immerhin eine Volksvertretung auf nationaler Ebene vorgesehen hatte, machten nunmehr der offenen Reaktion Platz. Seither konzentrierten sich beide deutschen Großmächte auf eine koordinierte antirevolutionäre Politik nach innen. Der neue preußische Ministerpräsident Otto Theodor von Manteuffel formulierte es so: „Ja, es ist ein Wendepunkt in unserer Politik: Es soll entschieden mit der Revolution gebrochen werden.“ Insbesondere die Jahre zwischen 1851 und 1857 gelten als Höhepunkt der innenpolitischen Reaktion im Deutschen Bund.

### Eingriffe in die inneren Angelegenheiten der Bundesstaaten

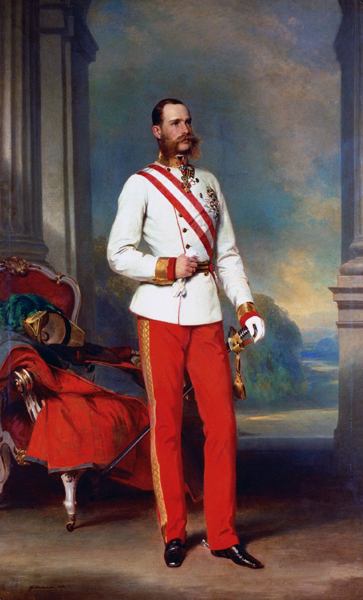
Franz Josef I. von Österreich

Ein Aspekt dieser Politik war die Rückgängigmachung der Ergebnisse der Revolution. So hat die Bundesversammlung am 23. August 1851 die Grundrechte des deutschen Volkes vom 27. November 1848 – die für alle Bundesstaaten geltendes Recht geworden waren – aufgehoben.
Unter dem später so genannten „Bundesreaktionsbeschluss“ verbarg sich der Beschluss, dass der Bundestag faktisch zur obersten Kontrollbehörde über die Verfassungen der Einzelstaaten wurde. Dabei stand ebenfalls die Überprüfung der seit 1848 geschaffenen Einrichtungen im Vordergrund. Der Beschluss bestimmte „die in den Bundesstaaten namentlich seit dem Jahre 1848 getroffenen staatlichen Einrichtungen und erlassenen gesetzlichen Bestimmungen einer sorgfältigen Prüfung zu unterwerfen und dann, wenn sie mit dem Grundgesetze des Bundes nicht in Einklang stehen, diese nothwendige Übereinstimmung ohne Verzug wieder zu bewirken.“ Als „revolutionär“ galten vor allem folgende Punkte: 1. ein Verfassungseid der Armee (anstelle eines Treueschwurs auf den jeweiligen Monarchen), 2. das demokratische Wahlrecht (allgemein, gleich und geheim), 3. ein umfassendes Budgetrecht der Landesparlamente, 4. ein Vereinsrecht, das die Gründung und Existenz politischer Parteien ermöglichte, sowie 5. die Garantie der Pressefreiheit im Presserecht der Länder.
Eine zentrale Einrichtung, die in diesem Bereich eine wirklich starke Bundesgewalt darstellte, war der so genannte „Reaktionsausschuss“. Dieser hatte die Aufgabe, die Landesverfassungen, Wahlgesetze und ähnliche Bestimmungen auf tatsächliche oder vermeintliche revolutionäre Bestimmungen zu überprüfen und Änderungen zu erzwingen. Davon betroffen waren etwa Sachsen-Coburg-Gotha, Anhalt, Liechtenstein, Waldeck, Lippe, Hessen-Homburg, Hannover, Frankfurt, Bremen und Hamburg. In einigen Fällen kam es gar zu militärischen Aktionen. Dies galt etwa für Bremen und für Kurhessen. Besonders tiefgreifend war der Eingriff in Kurhessen, für den der Bund eine neue Verfassung entwarf, die Kurfürst Friedrich Wilhelm 1852 oktroyierte. Dies widersprach eklatant den Bundesbestimmungen von 1815/20, die der Bundesversammlung zum einen verbot, eine Landesverfassung aufzuheben, und zum anderen eine Zustimmung der Landstände vorsah.

### Der Polizeiverein zur Unterdrückung revolutionärer Bestrebungen
Der anfängliche Versuch, die Opposition mit den herkömmlichen Mitteln des Rechtsstaats zu beseitigen, erwies sich als nicht besonders wirkungsvoll. Der Freispruch von Benedikt Waldeck im Dezember 1849 endete nach dessen Freilassung in der größten politischen Massendemonstration seit dem März 1848. Nachdem auch der Kölner Kommunistenprozess 1852 nicht zu dem von der Obrigkeit gewünschten Ergebnis geführt hatte, wurden politische Verfahren in Preußen den Geschworenengerichten möglichst entzogen und dem Berliner Kammergericht zugewiesen.

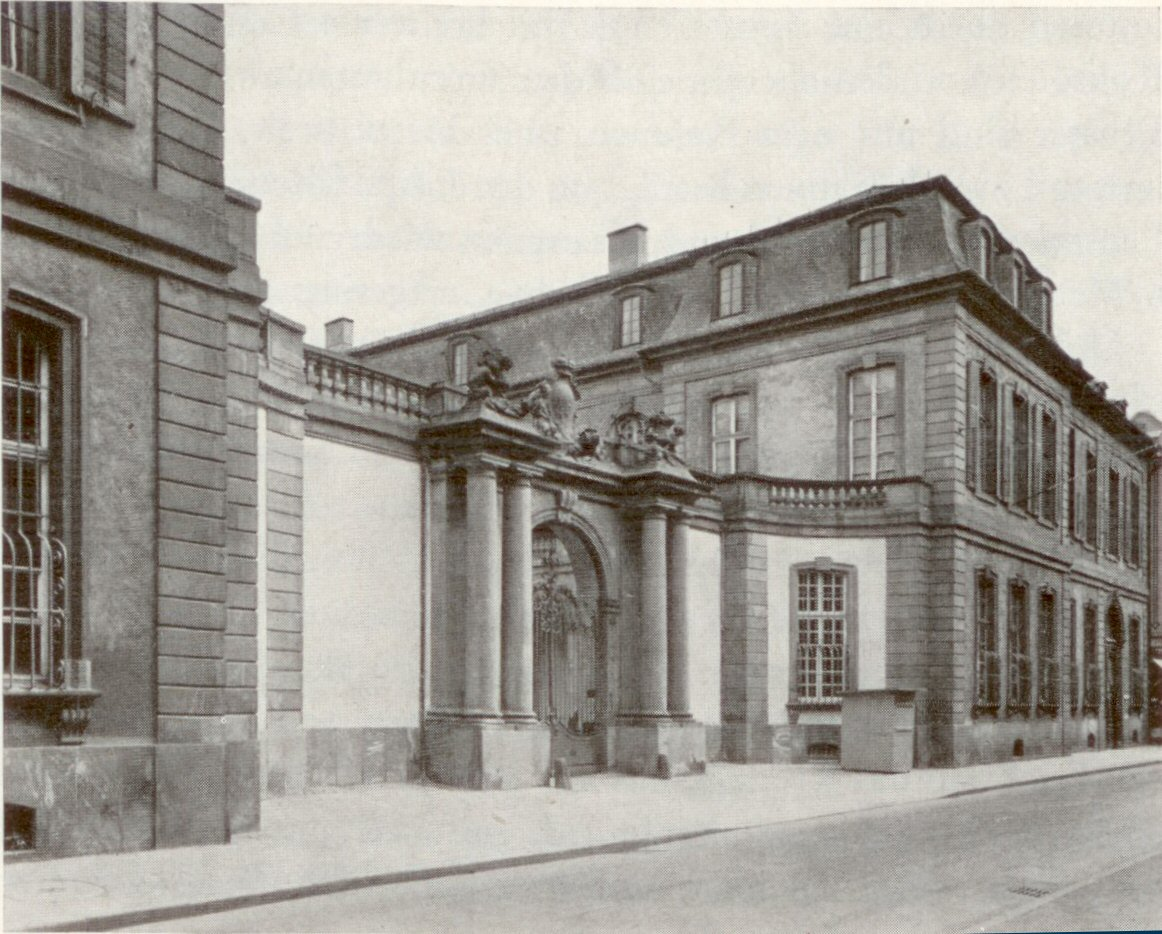
Eingang zum Palais Thurn und Taxis in Frankfurt (Sitz des Bundestages)

Der Reaktionsbeschluss des Deutschen Bundes präzisierte die politischen Gegner: Die Staaten wurden verpflichtet „durch alle gesetzlichen Mittel die Unterdrückung der Zeitungen und Zeitschriften unter Bestrafung der Schuldigen herbeizuführen, welche atheistische, socialistische oder communistische, oder auf dem Umsturz der Monarchie gerichtete Zwecke verfolgen.“ Durch den letzten etwas vagen Halbsatz fielen auch bürgerliche Demokraten und Republikaner unter diese Bestimmung.
Das Bundespressegesetz vom 6. Juli 1854 führte alle presserechtlichen Beschränkungen wieder ein, die von der Deutschen Nationalversammlung abgeschafft worden waren. Im selben Jahr bestimmte das Bundesvereinsgesetz vom 13. Juli 1854, dass grundsätzlich alle politischen Vereine verboten seien. Wenn die Landesgesetze Gegenteiliges bestimmten, galt die Bundesbestimmung, dass kein Verein eine Verbindung mit anderen Vereinen eingehen durfte. Dies machte eine überlokale Organisation unmöglich, was sowohl Gewerkschaften und ähnliche Organisationen wie auch die politischen Parteien traf. Diesem Beschluss fiel etwa die Allgemeine Deutsche Arbeiterverbrüderung zum Opfer.
Der Versuch, eine Bundeszentralpolizei zu schaffen, scheiterte zwar, aber als wirkungsvoll gegen revolutionäre Ideen und ihre Anhänger erwies sich ein 1851 gebildeter „Geheimer Polizeiverein“ zum gegenseitigen Nachrichtenaustausch. Dieser basierte allerdings nicht auf einem Bundesbeschluss, sondern geht auf die Zusammenarbeit der Polizeibehörden Preußens, Österreichs, Hannovers und Sachsens zurück, denen sich nach und nach die meisten anderen Bundesstaaten anschlossen. Ohne formale Rechtsgrundlage vollzog sich die Zusammenarbeit, wie es Karl Ludwig Friedrich von Hinckeldey, Polizeipräsident von Berlin und treibende Kraft des Vereins, beschrieb, auf „völlig form- und geräuschlose Weise.“
Auf einem „kurzen Dienstweg“ erleichterte dies den Polizeibehörden die Fahndung und Kommunikation über Ländergrenzen hinweg, ohne etwa die Regierungen einschalten zu müssen. In den Hochburgen des politischen Exils, etwa in New York, Paris, Brüssel oder London gab es eigene Agenten. Diese überwachten nicht nur die Exilanten aus Deutschland, sondern die gesamten Häupter der „Revolutionspartei“. Dazu zählten Giuseppe Mazzini, Victor Hugo, Louis Blanc, Carl Vogt, Arnold Ruge oder Gottfried Kinkel. Bemerkenswert ist, dass Karl Marx als weniger gefährlich eingeschätzt wurde.
Die Kommissare der Polizeibehörden aus den Mitgliedsländern trafen sich regelmäßig bis ins Jahr 1866 hinein zum Nachrichtenaustausch. Die Erkenntnisse der Recherchen wurden in den so genannten „Wochenberichten“ zusammengefasst und den Mitgliedstaaten zur Verfügung gestellt. Diese Zusammenarbeit ist eine zentrale Ursache für den Erfolg der Gegenrevolution nach 1849. Die entschieden oppositionelle Presse, egal ob demokratisch-republikanisch oder sozialistisch, wurde verboten. Die liberalen Blätter hatten es immerhin schwer zu überleben. Die Ansätze zur Bildung von Parteien wurden völlig abgeschnitten. Das sich während der Revolution abzeichnende Parteiensystem wurde zerschlagen und seine Akteure entweder zur Aufgabe gezwungen oder in die Illegalität abgedrängt.
Karl Biedermann, der als liberaler Politiker selbst aus politischen Gründen kurz inhaftiert war und während der Reaktionsjahre seine Professur verloren hatte, schrieb im Rückblick über diese Ära:

„[…] durch ganz Deutschland ging eine Reaktion, so planmäßig, so schonungslos, so alle edelsten Gefühle der Nation mit Füßen tretend, wie es weder in den 20er, noch in den 30er oder 40er Jahren etwas Ähnliches gegeben hatte, eine Reaktion, deren Ausflüsse der sonst so milde Dahlmann mit den vernichtenden Worten brandmarkte: ‚Das Unrecht hat jede Scham verloren.‘“

### Unterschiede nach Einzelstaat

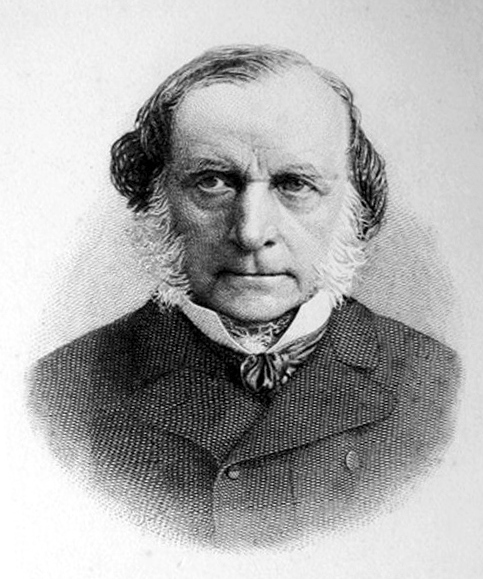
Lorenz von Stein

Vor allem in Hinblick auf die Eingriffe in das Recht der Einzelstaaten, aber auch in der Koordination der antirevolutionären Maßnahmen zeigte sich der Deutsche Bund als handlungsfähig. In dieser Hinsicht ähnelte er weit mehr einem Zentralstaat als einem Staatenbund. Gleichwohl gab es hinsichtlich der Umsetzung der Reaktionspolitik deutliche Unterschiede.
Insbesondere am Beispiel der beiden Führungsmächte des Bundes zeigt sich, dass übereinstimmende Ziele – die Niederhaltung der Opposition und die Wiederherstellung der vorrevolutionären Ordnung – zu deutlich unterschiedlichen Maßnahmen führen konnten. Während Österreich mit der Abschaffung der Verfassung wieder zu einem absolutistischen Staat wurde, blieb Preußen ein Verfassungsstaat. Sogar ein beträchtlicher Teil des von der preußischen Nationalversammlung erarbeiteten Verfassungsentwurfs wurde übernommen. Allerdings wurde diese 1849 und 1850 so revidiert, dass an der Führungsrolle der Krone kein Zweifel bestehen konnte (Preußische Verfassung vom Dezember 1848). Neben zahlreichen Bestimmungen etwa zum Notstandsrecht trug dazu auch die Schaffung eines Herrenhauses und die Einführung des Dreiklassenwahlrechts bei. Insofern war der Bruch in Preußen mit den Kräften der Bewegung weniger deutlich als in Österreich. Tatsächlich postulierte von Manteuffel: „Es heißt Wasser in ein Sieb schöpfen, wenn man die zerfallenen Zustände der Vergangenheit wiederherstellen wolle.“ In Preußen hielt man am Konstitutionalismus fest, setzte aber gewissermaßen als Gegengewicht auf sein bürokratisch-militärisches System. Unterstützt wurde dieses Programm eines aufgeklärten, autoritären Konservatismus von führenden konservativen Intellektuellen wie Lorenz von Stein oder Leopold Ranke. Zwischen diesen Extremen bewegten sich die übrigen Bundesstaaten. Eine völlige Preisgabe jeder Verfassung wie in Österreich blieb jedoch eine Ausnahme. Am weitesten ging Mecklenburg, das zur altständischen Ordnung von 1755 zurückging. In Baden kehrte Großherzog Friedrich I. nach einer anfänglichen Unterdrückungspolitik relativ rasch zu einer eher liberalen Regierungspraxis zurück. Besonders mild verlief die politische Reaktion in Bayern.

## Auslaufen der Reaktionszeit
Das Ende der Reaktionszeit wird von der Wissenschaft meist mit dem Beginn der Neuen Ära in Preußen (d. h. dem Übergang der Regentschaft von dem regierungsunfähigen Friedrich Wilhelm IV. auf Wilhelm I.) im Jahr 1858 angesetzt. Auch wenn es sich dabei nur um einen Regierungswechsel in einem Bundesstaat handelte, lockerten sich auch im Deutschen Bund insgesamt die obrigkeitlichen Fesseln. Mit der nachlassenden Zensur begann sich die Meinungspresse wieder zu erholen, und auch die Opposition von den Liberalen bis zu den Sozialisten konnte sich wieder organisatorisch formieren. Daneben gab es im Deutschen Bund selber in den frühen 1860er Jahren Reformansätze.